# Передісторія танка

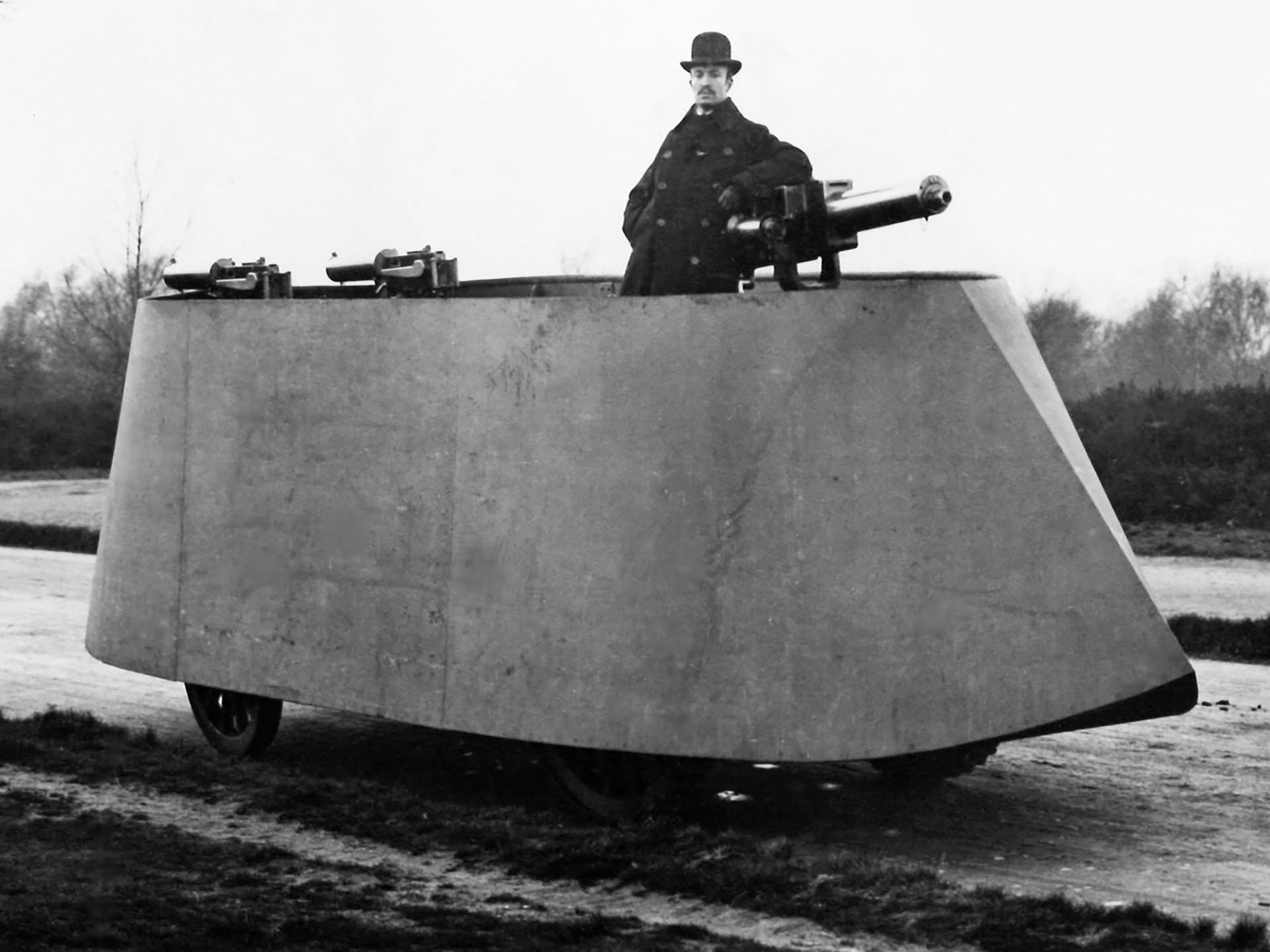
Motor War Car Фредеріка Річарда Сіммса, 1902 рік

Протягом історії людство використовувало рухомі машини, які надавали захист воїнам та/або дозволяли підвищити рухливість важкого озброєння, такого як метальні машини або артилерія. Ці прагнення відповідали військовим задачам і технологіям свого часу. 
Розвиток самохідних транспортних засобів привертав увагу інженерів, які прагнули використати їх у військовій справі. Перші спроби встановити на техніку броню з'явились у 19 столітті, а поява двигуна внутрішнього згоряння дозволила створення повноцінної військової техніки з бронею та озброєнням. Це призвело спочатку до появи бронеавтомобілів, а розвиток гусеничних тракторів і безвихідь позиційної війни в ході Першої світової породила танки.
До Першої світової війни бронетехніка практично не використовувалась, однак успіх бронеавтомобілів і танків у ході війни зробив бронетехніку невіддільним атрибутом наступних збройних конфліктів.

## Рання передісторія
Протягом історії людство використовувало рухомі військові машини, що мали захист та/або перетворювали зброю на мобільну. Такими були деякі облогові машини, як тарани та облогові вежі, здатні захистити вояків від стріл. Також існували практики встановлення метальних машин на вози, як римські каробалісти та кхмерські слони з балістами.
Облогові машини застаріли з появою ефективної вогнепальної зброї. Одні з перших дієвих спроб поєднати вогнепальну зброю та броньований транспорт відбулись на початку 15 століття під час Гуситських війн. Гусити виготовляли чотириколісні вози двох видів: транспортні, з бортами для захисту бійців, та вози з малокаліберними гарматами. Вони будували сотні подібних машин та успішно їх застосовували. Наприклад, у битві за Кутну Гору гусити наступали на ворога, зупиняючись лише для вогню.
Винахідники в різні часи створювали проєкти військових машин. Так, 1335 року фізик Ґвідо да Віджевано розробив першу в історії самохідну бойову машину. Вона передбачала колеса, що приводились у рух за допомогою вітряків. 1472 року подібну машину придумав Роберт Валтуріо. Одним із найвідоміших є проєкт дерев'яного «танка» Леонардо да Вінчі зі встановленими по колу гарматами та ручним приводом для обертання коліс, описаний 1500 року, але не збудований. Концепцію захищеного від мушкетного вогню колісного «механічного слона» з пороховим двигуном описував у 17 столітті Ґотфрід Ляйбніц. Іншими винахідниками, що міркували над подібними концепціями, були Бертольд Гольцшуер (1558), Аґостіно Рамеллі (1588), Вольтер (середина 18 століття). Ці проєкти не мали перспектив через відсутність силової установки.

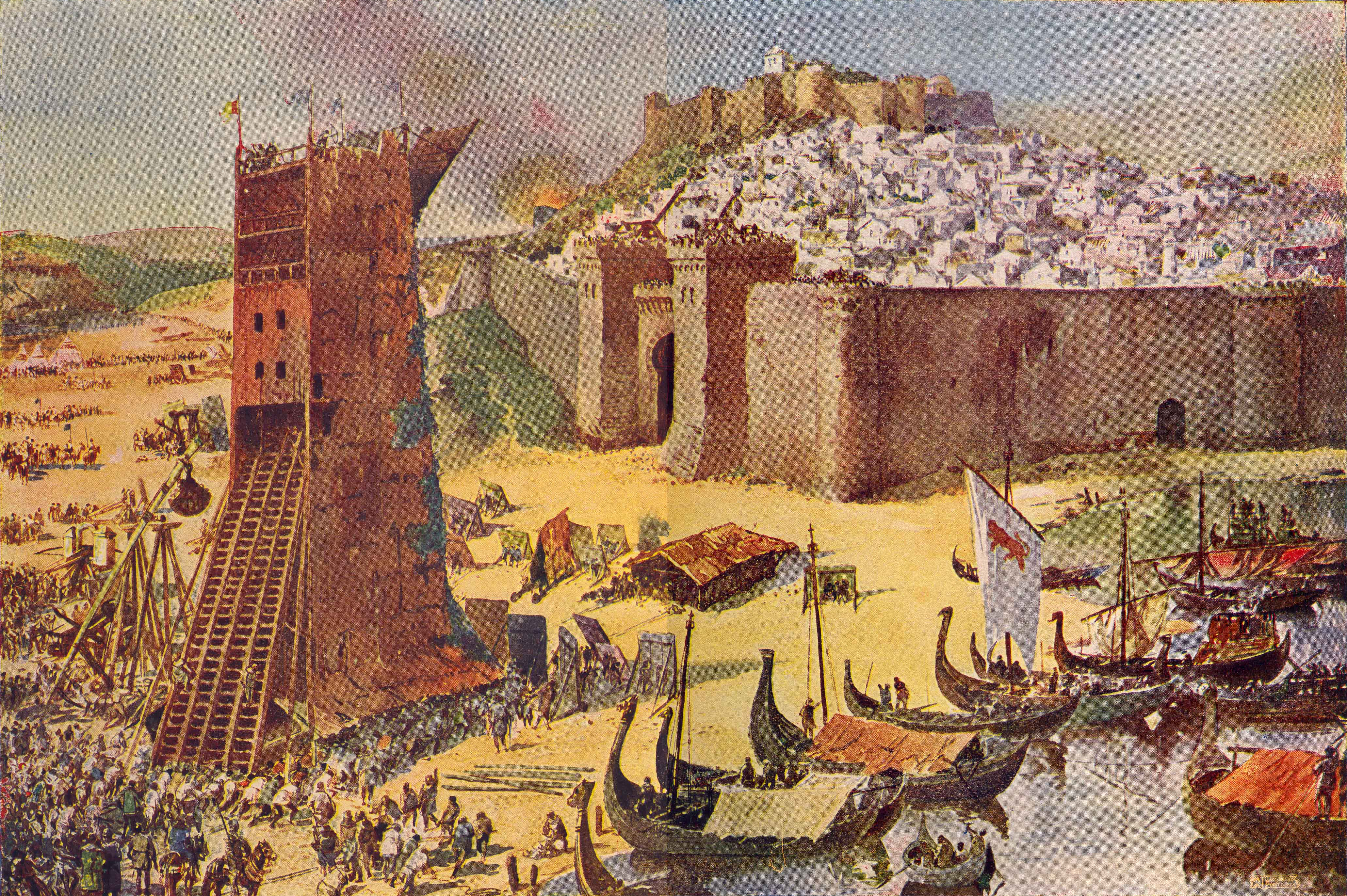
Зображення облогової вежі
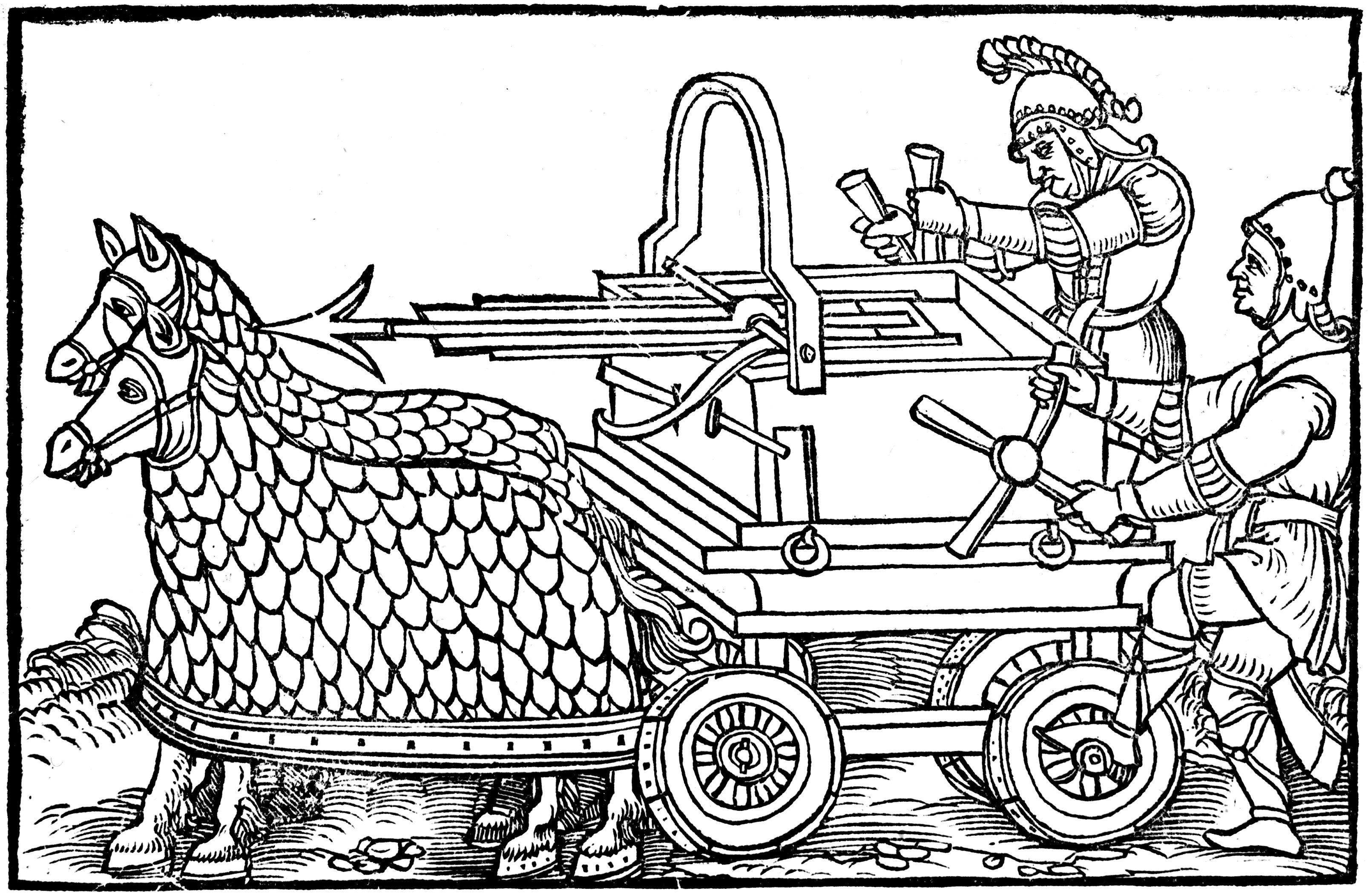
Римська баліста на возі
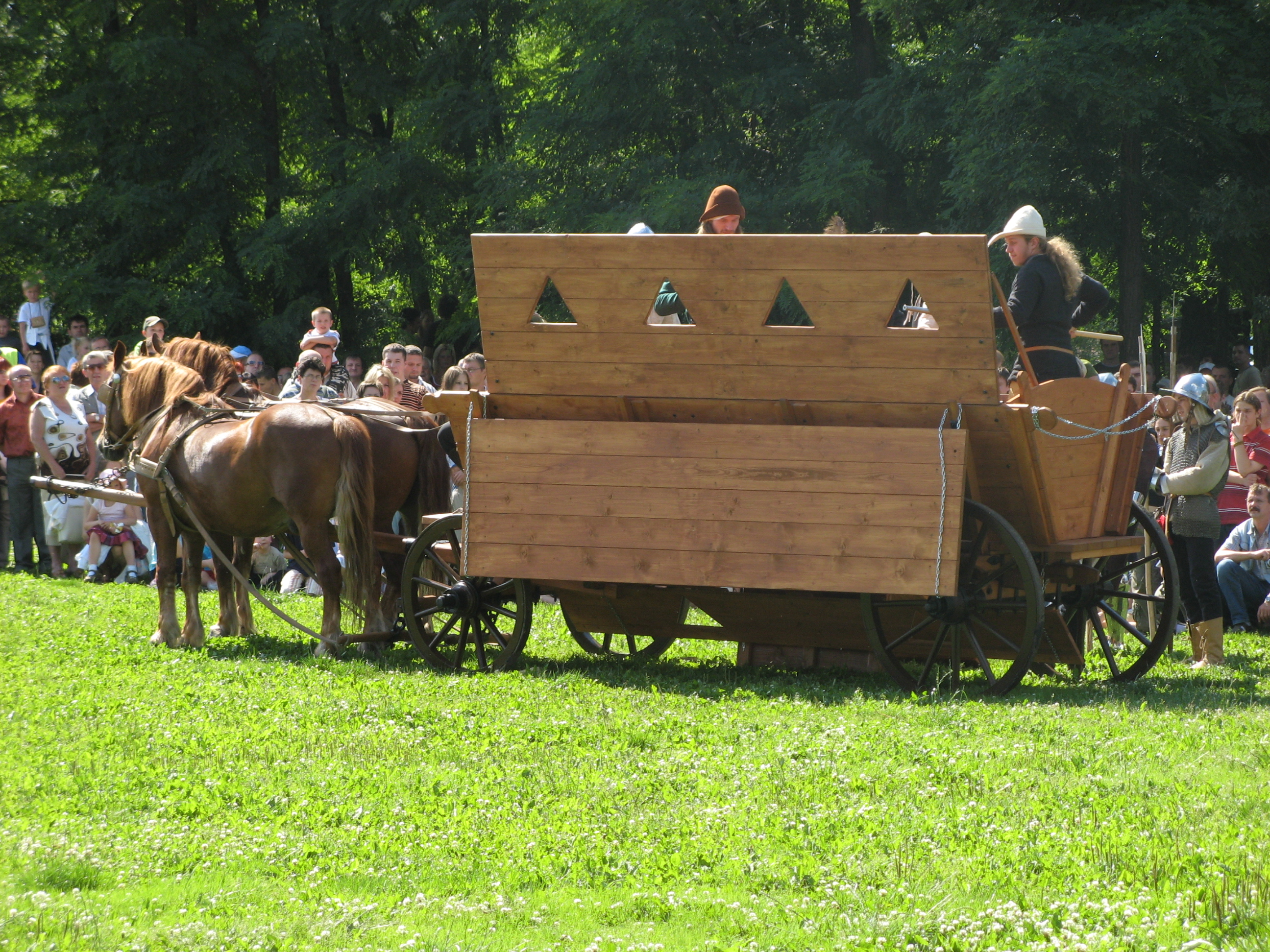
Репліка гуситського воза
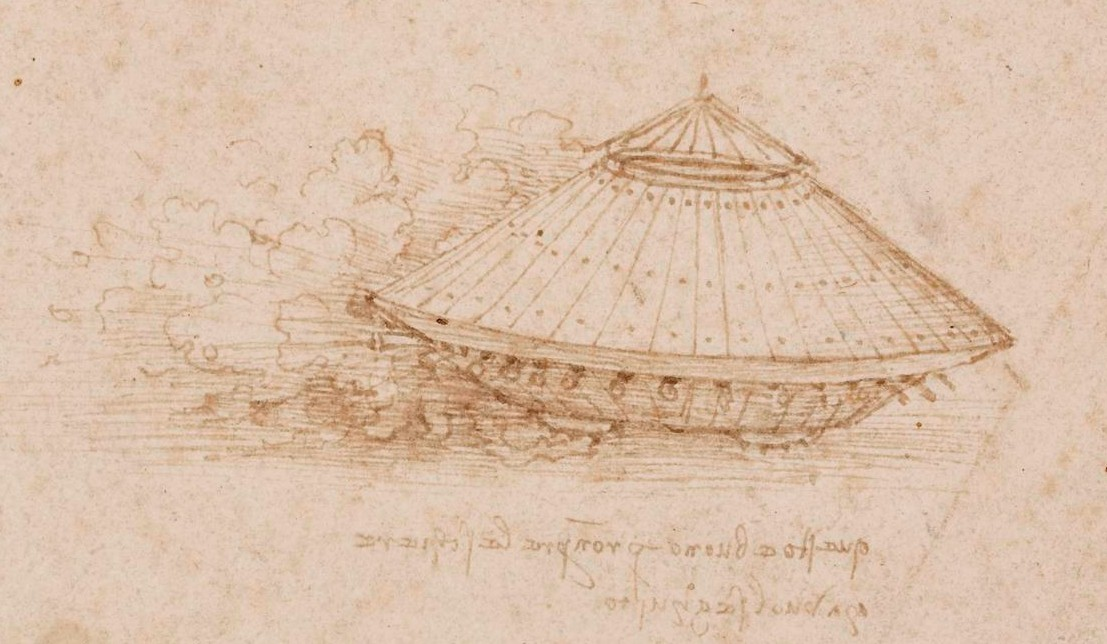
«Танк» да Вінчі, 1500 рік

## Перші самохідні машини

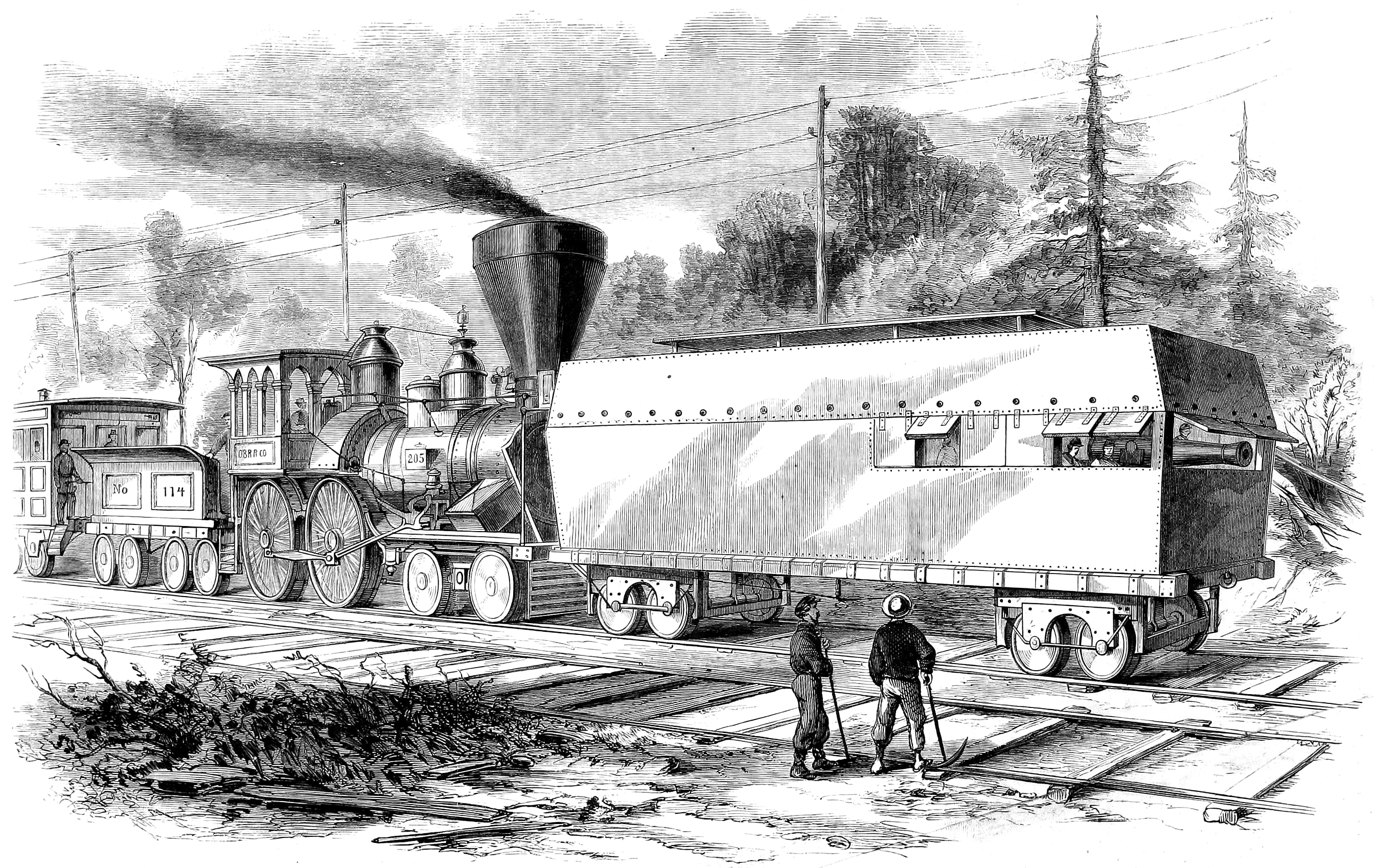
Паротяг і броньований вагон, Громадянська війна в США (1861)

Перший практичний крок у створенні самохідної військової машини зробив 1769 року французький військовий інженер Ніколя-Жозеф Кюньо, збудувавши парову колісну машину для буксирування гармат.
1855 року британець Джеймс Коуен запатентував проєкт броньованої машини на паровій тязі з вогнепальним озброєнням, знаний як Locomotive Land Battery (буквально «рухома сухопутна батарея»). До такої ідеї його спонукало позиційне протистояння, що виникло під час Кримської війни. Хоч проєкт не був вдалим і був відхилений, досвід Першої світової показав, що загалом Коуен мав рацію — для подолання позиційної війни справді ефективним рішенням була самохідна озброєна бронемашина.
Броньовані кораблі ввійшли до широкого застосування раніше за наземну броньовану техніку. 1861 року на воду було спущено перший корабель з повноцінним сталевим бронюванням — британський «Ворріор», а 1862 року під час Громадянської війни в США відбувся перший бій між броненосцями, якими були «Монітор» і конфедератська «Вірджинія». А вже до кінця 19 століття панцерники набули поширення у флотах.
Під час Громадянської війни в США також набули поширення бронепоїзди, переважно заброньовані сталлю від парових котлів абощо. На час Другої англо-бурської війни бронепоїзди вже мали досконаліші конструкції, а 1899 John Fowler & Co розробила й виготовила для британської армії колісні броньовані машини для використання в тій війні. Ці машини фактично були пристосованими для доріг броньованими локомотивами, призначеними для буксирування броньованих вагонів і гармат, але саме вони стали першими збудованими броньованими військовими машинами.
Близько 1900 року в США з'явився проєкт колісної машини з двома гарматами, знаний як «American 2 gun» і загалом схожий на бронемашину Коуена. Приблизно в той самий час кайзер Вільгельм II запропонував колісну фортецю на паровій тязі, озброєну великою кількістю гармат.

## Передумови появи бронеавтомобілів
Поява 1885 року двигуна внутрішнього згоряння (ДВЗ) надала можливість оснащувати техніку компактним і потужним засобом для приведення в рух.
Один із перших проєктів представив 1899 року у Великій Британії Фредерік Річард Сіммс: він збудував квадроцикл Motor Scout з кулеметом Максима, а невдовзі в США майор Роял Пейдж Девідсон (англ. R. P. Davidson) створив трицикл з кулеметом Кольта. 1902 року Сіммс створив машину Motor War Car, що мала як броню, так і озброєння, однак вона не зацікавила британську армію. Того самого року частково броньовану машину «модель 1902» створила й французька Charron, Girardot et Voigt («Шаррон, Жирардо та Вуа»).[джерело?] Також 1906 року свій проєкт бронеавтомобіля представив Волтер Вілсон.
Перші повністю броньовані автомобілі почали набувати популярності приблизно з 1905 року. 1906 Charron завершила повністю броньовану «модель 1906». У той час з'явились інші подібні проєкти, як то австрійський Austro-Daimler (1905), німецький Ehrhardt BAK (1906) та італійський Bianchi (1912). Останній навіть отримав певне застосування у збройних конфліктах до Першої світової.
Воєначальники того часу собі майбутню війну та не прагнули інновацій, що й випливло у жорстокі й виснажливі битви Першої світової. До початку Першої світової війни 1914 року прогрес у бронеавтомобілях був доволі повільним, але вони все ж набули деякого поширення та застосовувались із початком бойових дій.

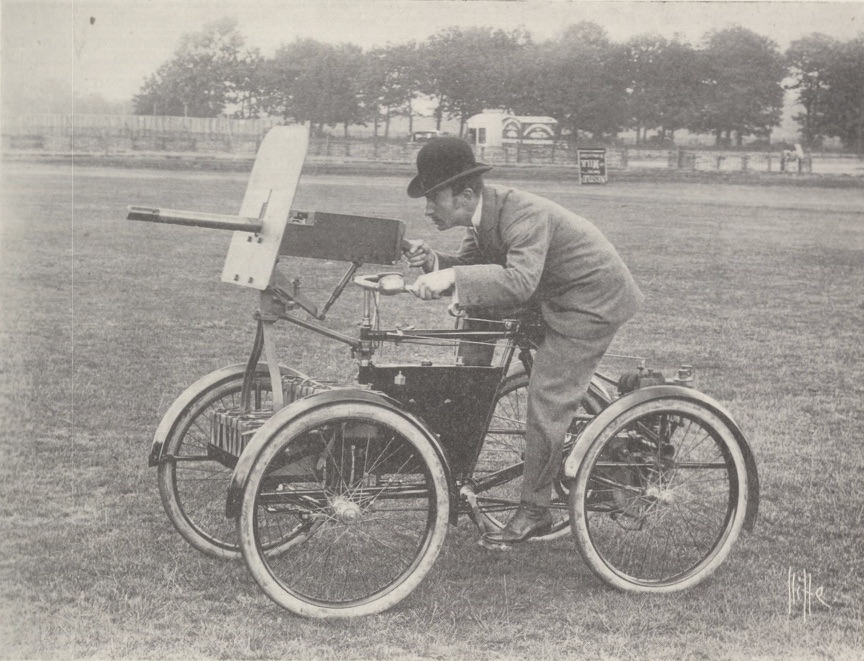
Motor Scout Фредеріка Сіммса (1902)
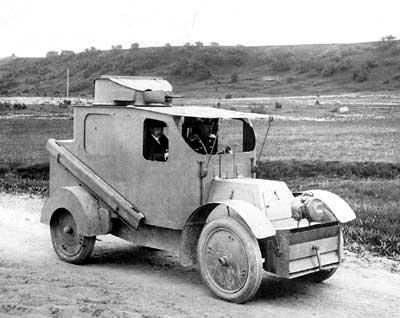
Charron modèle 1906(інші мови)
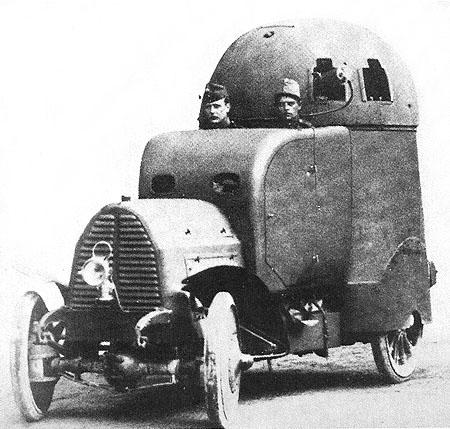
Austro-Daimler (1905)

## Передумови появи танків
Одним із передвісників танків була історія «Наземні броненосці», написана 1903 року британським письменником Гербертом Веллсом. Він описав фантастичні машини довжиною 24-30 метрів, що пересувались на педрейлах зі швидкістю близько 9,6 км/год, долаючи окопи. Ідея не мала військового сенсу — автор хотів показати, як сучасне індустріальне суспільство може здолати армію, засновану на традиційних військових практиках.
Головною проблемою колісної техніки була її прив'язаність до доріг, що обмежувало її ефективність. Визначальним фактором подальшого розвитку броньованої техніки мала стати можливість пересуватись поза дорогами. Саме таку можливість мав надати гусеничний рушій. Ще 1770 року британський винахідник Річард Лавелл Еджворт запатентував «портативну залізницю», що фактично була прототипом гусеничної стрічки. Більш розвинені варіанти гусениці почали з'являтись у другій половині 19 століття, а перший гусеничний (точніше — напівгусеничний, оскільки залишились передні колеса) трактор з'явився 1904 року, коли американець Бенджамін Голт (засновник компанії Holt Manufacturing Company) замінив задні колеса одного зі своїх тракторів на гусениці. 1905 року Richard Hornsby & Sons (або просто Hornsby) збудувала перший повністю гусеничний трактор. З початку 1910-х гусеничні трактори почали поступово отримали застосовування в ролі артилерійських тягачів.
Проєкти бойових гусеничних машин почали з'являтись на початку 20 століття. 1903 року капітан французької артилерії Леон Рене Левавассер (фр. Léon René Levavasseur) створив проєкт гусеничної машини із 75-мм гарматою. Також встановлювати гармату на трактор Hornsby пропонував 1908 року британський майор Вільям Доног'ю (англ. William E. Donohue). З 1909 року 1911 року капітан австро-угорської армії Ґюнтер Бурстін представив розробив гусеничну броньовану машину з малокаліберною гарматою в обертовій башті. З 1911 російський кораблебудівник Василь Менделєєв розробляв 170-тонний танк зі 120-мм гарматою.
Також 1911 року придумав броньовану машину на основі трактора Hornsby колишній капітан Корпусу королівських інженерів, менеджер компанії Chilworth Powder Company та посадовець Королівського арсеналу Том Ґреґорі Таллок (англ. Tom Gregorie Tulloch). Він пропонував машину, створену з двох гусеничних тракторів та озброєну шістьма 12-фунтовими (76,2 мм) швидкострільними гарматами й 12 кулеметами. Екіпаж міг складати до 100 осіб. Свої ідеї він пізніше передав Ернесту Свінтону, одному з ініціаторів створення танка під час Першої світової війни. 1912 року свій проєкт запатентував австралійський інженер Ланселот де Моул. Він не розглядав озброєння й передусім концентрувався на проблематиці мобільності, але проєкт випереджав свій час підходом до забезпечення прохідності.
Жоден із цих проєктів не отримав використання. Встановлення гармати на гусеничну платформу вперше набуло поширення лише в Першій світовій, однак не з метою зробити артилерію мобільною, а для вузької ролі штурму ворожих укріплень. Таким чином у Великій Британії та Франції з'явились перші танки, які набули значного поширення протягом війни

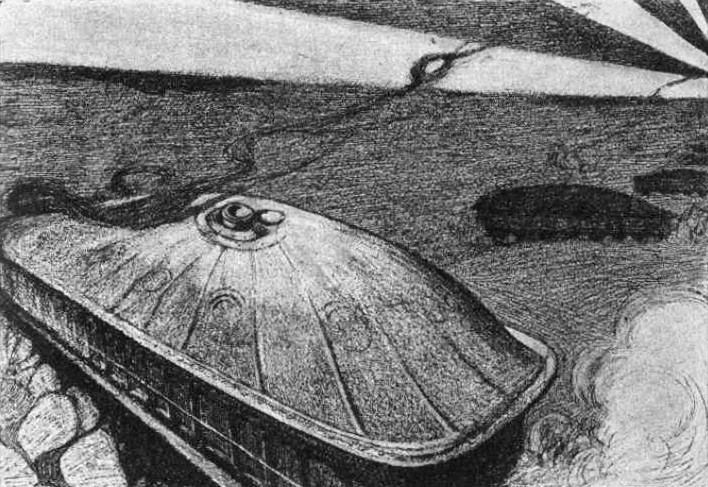
Ілюстрація до «Наземних броненосців» Герберта Веллса (1904)
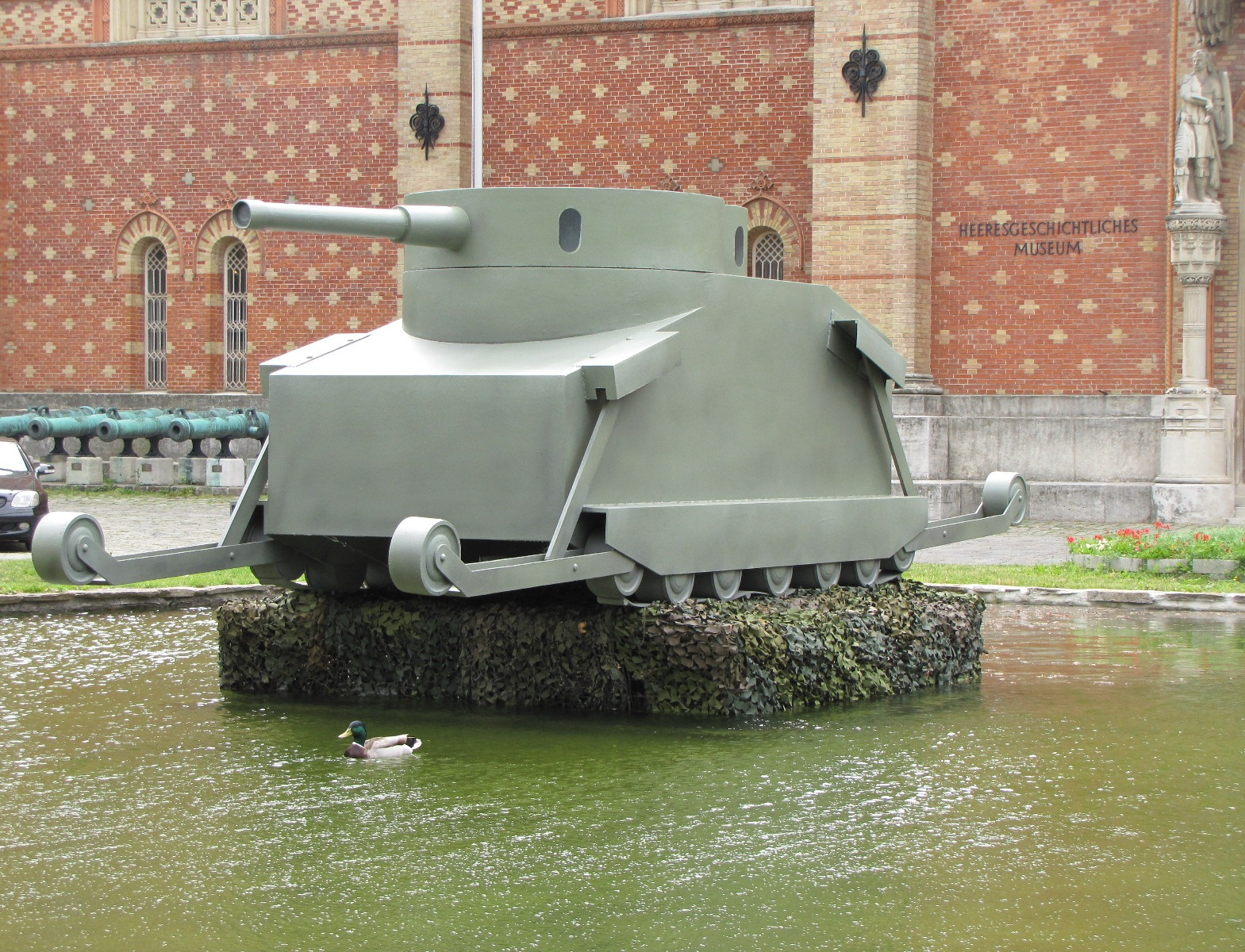
Самохідна гармата Бурстіна (1911)
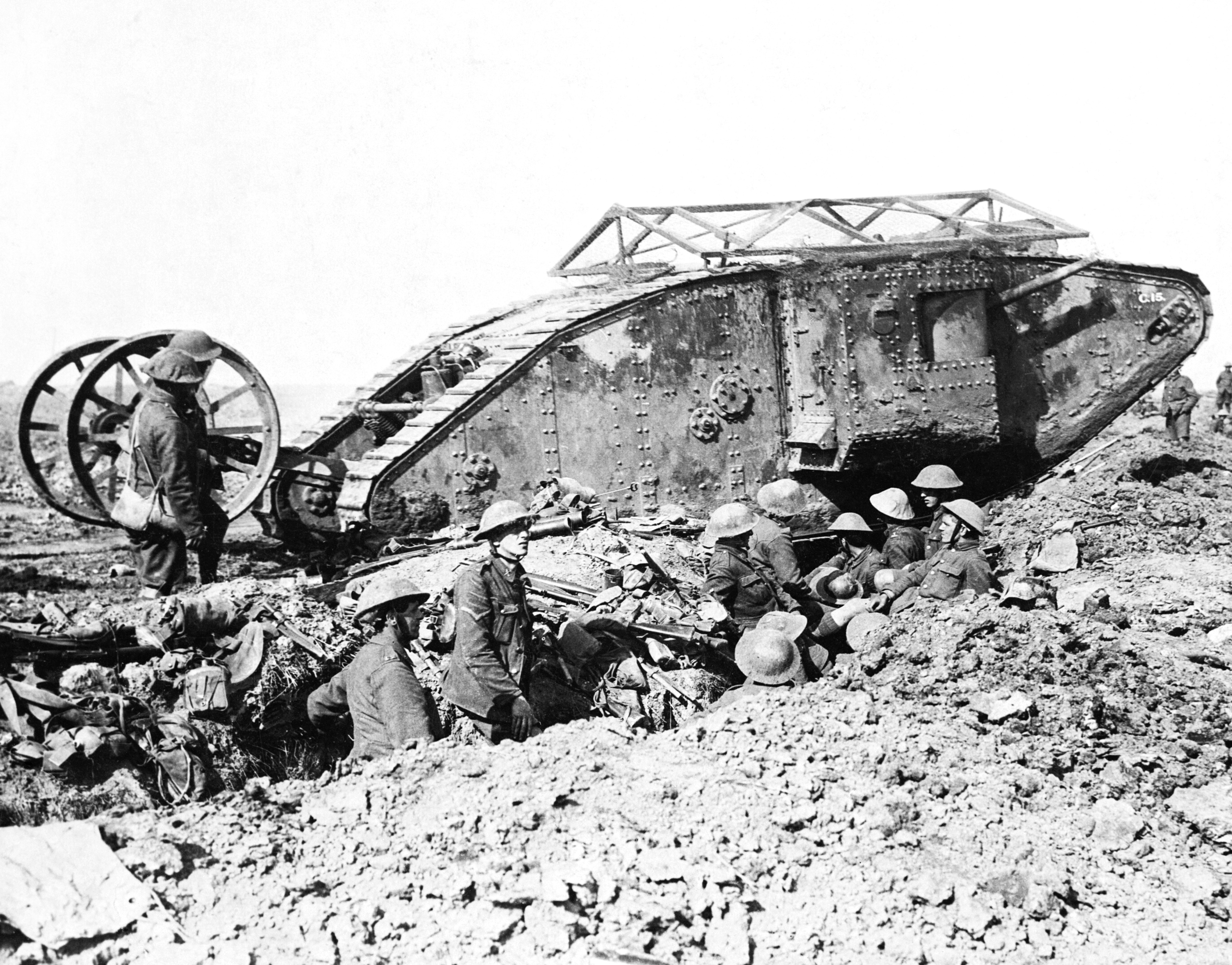
Перший танк Mark I (1916)

## Список
Нижче наведено перелік найвідоміших зразків моторної військової техніки, що мала бронювання та передувала появі серійних бронеавтомобілів і танків. До переліку включено також експериментальні зразки періоду Першої світової, розроблені до початку масового застосування танків 1916 року.
- 1855: паровий бронеавтомобіль Коуена (Джеймс Коуен, Британська імперія)
- 1899: Motor Scout (Фредерік Сіммс, Британська імперія)
- 1902: Charron modèle 1902 (Франція)
- 1902: Motor War Car (Фредерік Сіммс, Британська імперія)
- 1903: проєкт гусеничної машини Левавассера[en] (Леон Рене Левавассер, Франція)
- 1911: гусенична машина Бурстіна (Ґюнтер Бурстін[en], Австро-Угорщина)
- 1911: танк Менделєєва (Василь Менделєєв[ru], Російська імперія)